# Carlisle (Kentucky)
Carlisle – miasto w Stanach Zjednoczonych, w stanie Kentucky, siedziba administracyjna hrabstwa Nicholas.